# Цератиевидные
Цератиевидные, или глубоково́дные уди́льщики (лат. Ceratioidei), — подотряд глубоководных лучепёрых рыб из отряда удильщикообразных (Lophiiformes). Ранее классифицировались как надсемейство в подотряде нетопыревидных. Представители обитают в толще воды на больших глубинах Мирового океана.

## Биология
Глубоководные удильщики постоянно живут на большой глубине, 1500—3000 м, в толще океанских вод. Для них характерны шаровидная, уплощённая с боков форма тела и наличие «удочки» (у самок). От других удильщикообразных их отличает отсутствие брюшных плавников. Кожа маскировочного цвета — чёрная или тёмно-коричневая, голая; у нескольких видов покрыта преобразованными чешуями — шипиками и бляшками. Традиционно считается, что по внешнему виду глубоководные рыбы являют собой раздутые тела с выпученными глазами и уродливыми формами. На самом деле это не так. Вид раздутых тел глубоководные рыбы принимают при поднятии на поверхность в рыболовных сетях, за счёт избыточного внутреннего давления, которое на глубинах 1500—3000 метров составляет 150—300 атмосфер.

## Половой диморфизм
Удильщики отличаются ярко выраженным половым диморфизмом. Самки гораздо крупнее самцов и являются хищниками, обладая большим ртом, мощными зубами и сильно растягивающимся желудком. Первый луч спинного плавника у самок превращён в «удочку» (иллиций) со светящейся «приманкой» (эской) на конце. Но наиболее сильно половой диморфизм проявляется в размерах. Если длина самок варьируется от 5 см до 1 м (Ceratias holboelli), то длина самцов — от 16 мм до 4 см.
Иллиций у самок различных видов варьирует по форме и величине и бывает снабжён различными кожными придатками. Так, иллиций у вида Ceratias holboelli способен выдвигаться и втягиваться в специальный канал на спине. Подманивая добычу, этот удильщик постепенно придвигает светящуюся приманку ко рту, пока не заглатывает свою жертву. Светящийся орган представляет собой железу, заполненную слизью, в которой заключены биолюминесцентные бактерии. Благодаря расширению стенок артерий, питающих железу кровью, рыба может произвольно вызывать свечение бактерий, нуждающихся для этого в притоке кислорода, или прекращать его, сужая сосуды. Обычно свечение происходит в виде серии последовательных вспышек, индивидуальных для каждого вида. У придонной галатеатаумы (Galatheathauma axeli), с глубины около 3600 м, светящаяся «приманка» расположена во рту. В отличие от остальных глубоководных удильщиков, она охотится, по-видимому, лёжа на дне.
Взрослые самки удильщиков питаются глубоководными рыбами (гоностомовыми, хаулиодами, рыбами-топориками, меламфаями и др.), ракообразными и реже головоногими моллюсками; самцы — веслоногими рачками и щетинкочелюстными. Желудок самок способен очень сильно растягиваться, благодаря чему они могут заглатывать добычу, нередко превосходящую их собственные размеры. Прожорливость удильщиков подчас приводит к гибели их самих. Находили мёртвых удильщиков с заглоченной рыбой, превышающей их по размерам более чем в два раза. Захватив такую крупную добычу, удильщик не может её выпустить из-за строения своих зубов и давится.

### Паразитизм самцов
У некоторых семейств удильщиков (Caulophrynidae, Ceratiidae, Neoceratiidae и Linophrynidae) существуют крайне необычные отношения между полами, не встречающиеся среди других рыб и позвоночных животных. Они выражаются в том, что карликовые самцы живут в виде паразитов на теле самок. До перехода к паразитизму самцы обладают хорошо развитыми глазами и крупными обонятельными органами. Это позволяет им отыскивать самок по запаху феромонов, следы которого сохраняются в практически неподвижной воде больших глубин долгое время. Приблизившись к самке, самец, видимо, визуально распознает её видовую принадлежность по строению эски или по цвету и частоте её вспышек. Затем самец прицепляется к боку самки своими острыми зубами. Вскоре он срастается с самкой губами и языком, а его челюсти, зубы, глаза и кишечник редуцируются так, что в конце концов он превращается в простой придаток, вырабатывающий сперму. Питание самца осуществляется за счёт крови самки, так как их кровеносные сосуды тоже срастаются. На одной и той же самке может одновременно паразитировать до трёх самцов. Однажды прикрепившись, они полностью утрачивают самостоятельность. Биологическое значение этого явления, по-видимому, связано с облегчением нахождения полами друг друга во время размножения и с ограниченностью пищи на больших глубинах.

## Размножение
Несмотря на то, что взрослые удильщики живут на глубинах, где отсутствуют сезонные изменения, все виды размножаются в весеннее или летнее время. Нерест происходит на глубине. Самки вымётывают миллионы мелких (не более 0,5—0,7 мм в диаметре) икринок, которые постепенно поднимаются вверх. Личинки длиной 2—3 мм выклёвываются в приповерхностном слое 30—200 м, где питаются веслоногими рачками и щетинкочелюстными. К началу метаморфоза молодь успевает опуститься на глубину свыше 1000 м. В слое 1500—2000 м обитают уже удильщики, прошедшие метаморфоз и достигшие половозрелости. Эти вертикальные миграции имеют приспособительное значение, так как только в приповерхностном слое малоподвижные и многочисленные личинки могут найти достаточно корма, чтобы накопить запасы для предстоящего метаморфоза.
Личинки глубоководных удильщиков встречаются лишь в тропической и умеренно тёплой зонах Мирового океана, лежащих между 40° с. ш. и 35° ю. ш. и ограниченных летними изотермами 20 °C в поверхностных водах. В более высоких широтах, включая субарктические и субантарктические воды, встречаются только взрослые особи, которые попадают туда благодаря выносу их течениями.

## Классификация
Известно 11 семейств, включающих почти 120 видов:
- Caulophrynidae — Каулофриновые
- Centrophrynidae — Центрофриновые
- Ceratiidae — Цератиевые
- Diceratiidae — Дицератиевые
- Gigantactinidae — Длиннощуповые
- Himantolophidae — Гимантолофовые
- Linophrynidae — Линофриновые
- Melanocetidae — Меланоцетовые
- Neoceratiidae — Новоцератиевые
- Oneirodidae — Онейродовые
- Thaumatichthyidae — Тауматихтовые